# Chironomus athalassicus
Chironomus athalassicus är en tvåvingeart som beskrevs av Cannings 1975. Chironomus athalassicus ingår i släktet Chironomus och familjen fjädermyggor.
Artens utbredningsområde är British Columbia. Inga underarter finns listade i Catalogue of Life.